# Eucalyptus macrocarpa

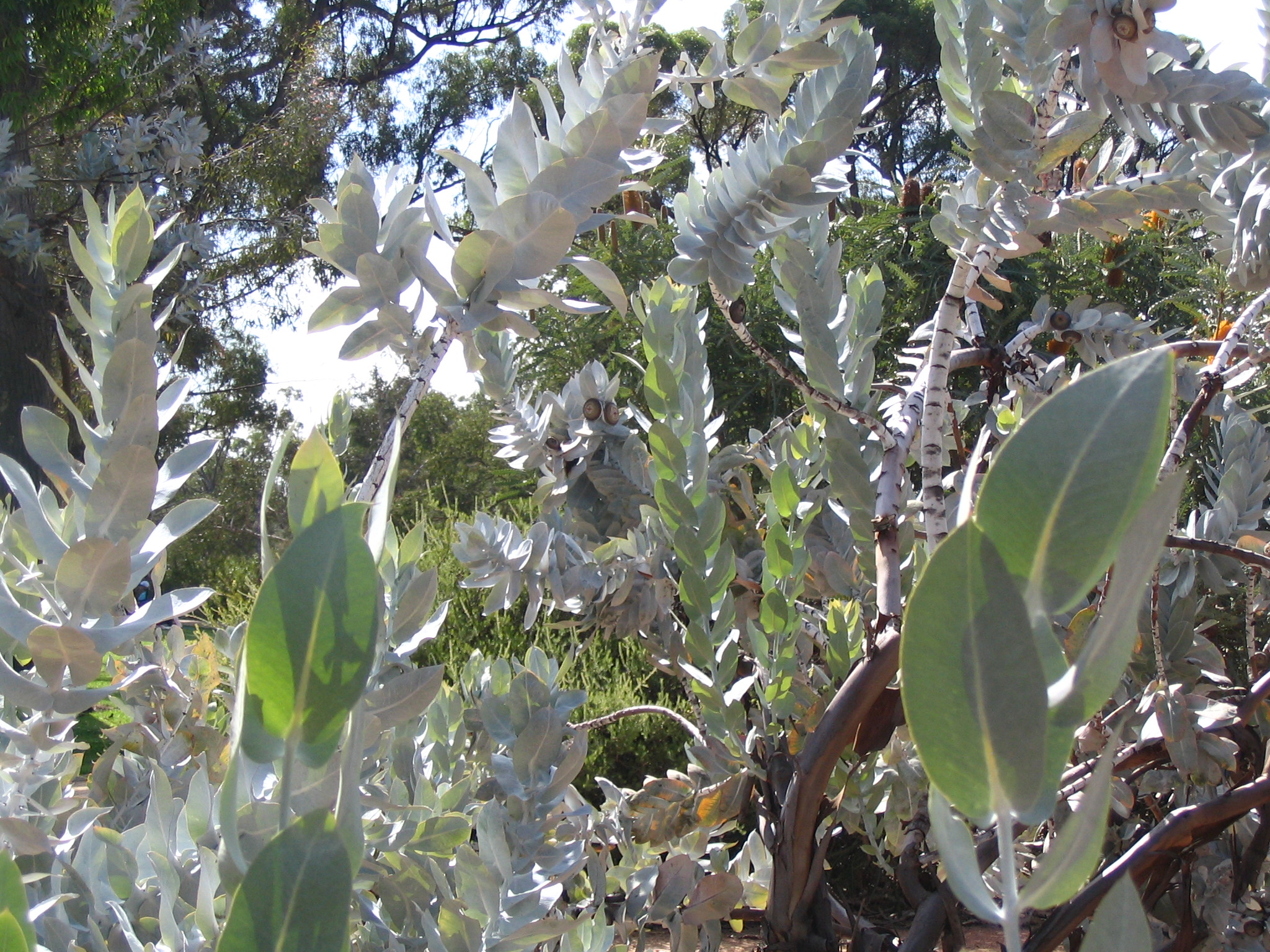
Стебла і листя Eucalyptus macrocarpa

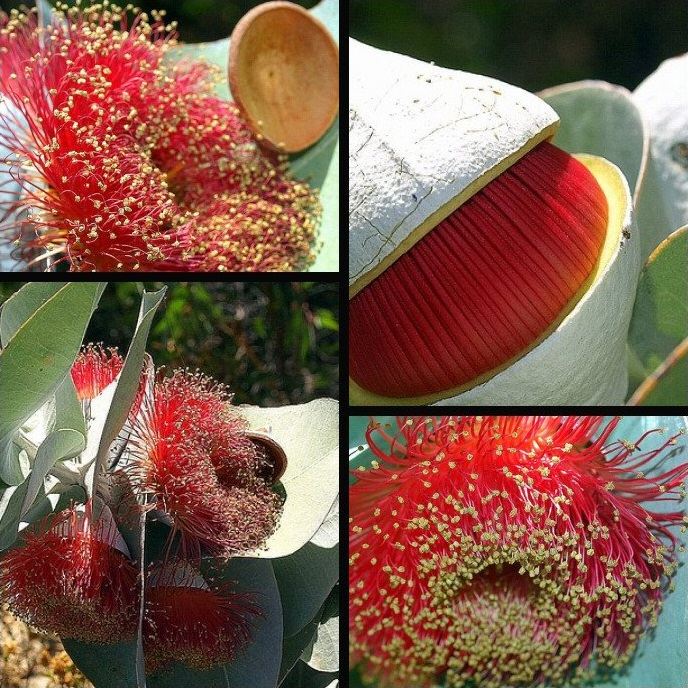
Процес скидання кришечки і розпускання квітки

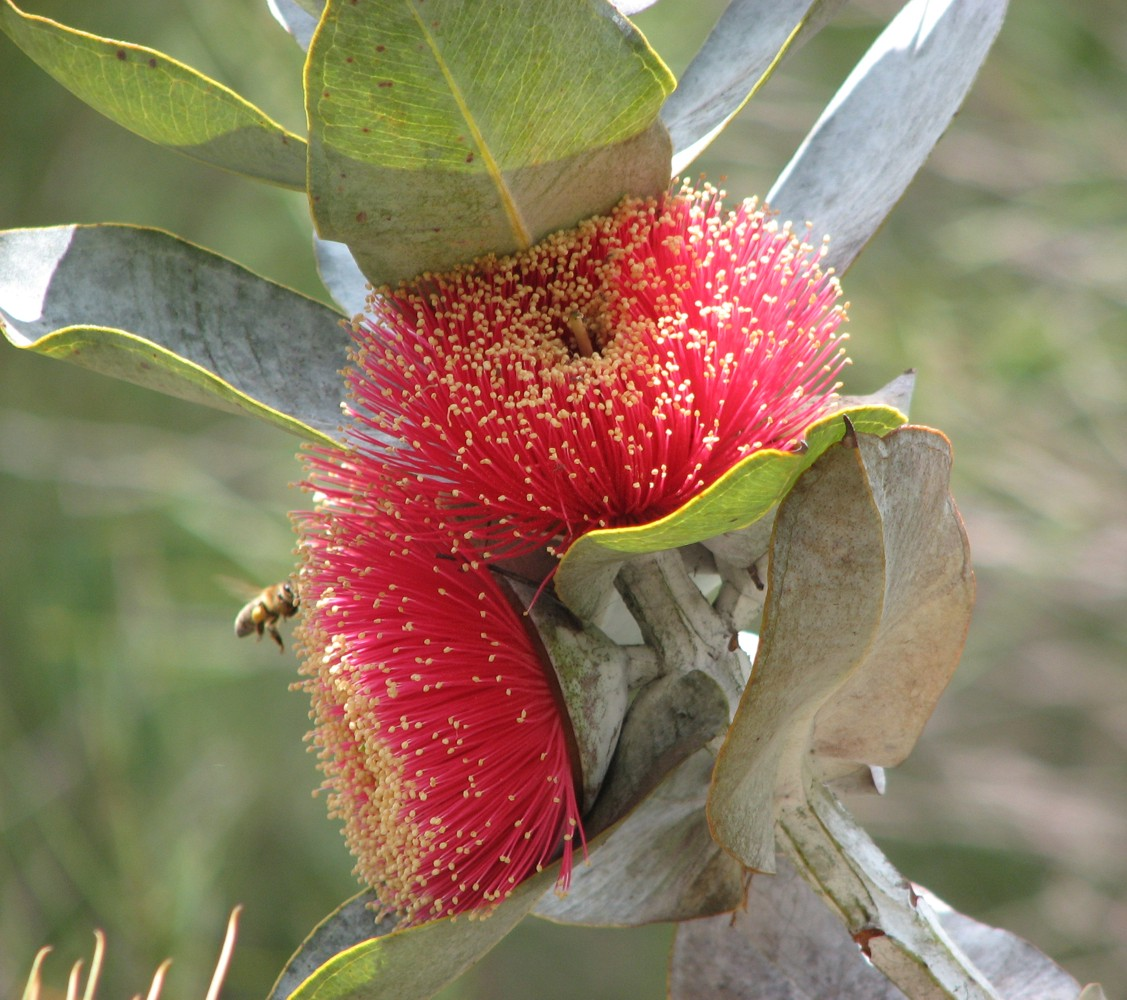
Квітки Eucalyptus macrocarpa

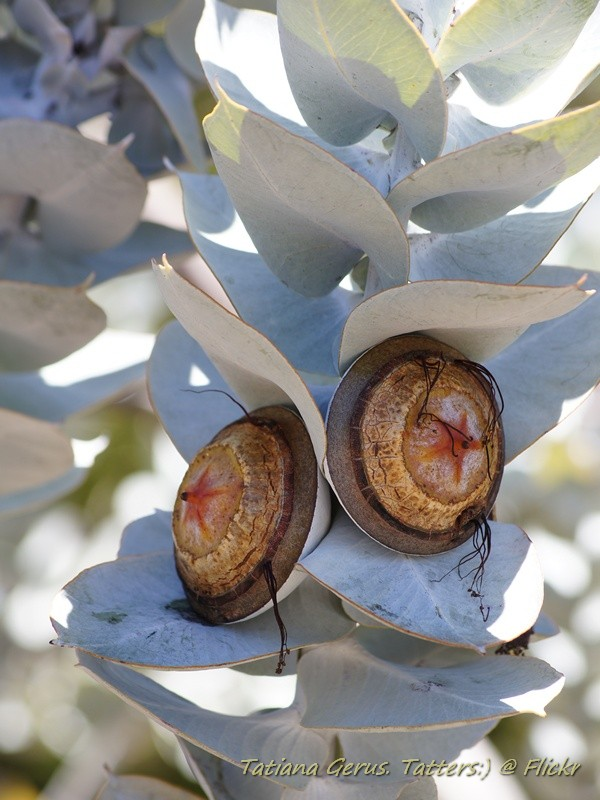
Плоди Eucalyptus macrocarpa

Eucalyptus macrocarpa (укр. Евкаліпт великоплідний) — чагарник роду евкаліпт, родини миртових. Місцеві назви — «блакитний кущ», «пустельний маллі», «маллі-роза» і «троянда Заходу».

## Ботанічний опис
Eucalyptus macrocarpa відноситься до особливого габітусу — mallee, який добре пристосований до лісових пожеж.
Кущ висотою від 0,8 до 5 метрів. листя сріблясто-сірого кольору, яйцеподібні-еліптичні, сидячі, до 12 см в довжину і 8 см завширшки.
Квітки червоного, рожевого або кремового кольору діаметром до 100 мм. Поки квітка не розпустилась, вона нагадує кубок з кришкою. В момент розпускання кришка відвалюється і з квітки з'являється безліч тичинок. Пелюсток у Eucalyptus macrocarpa, як і в інших евкаліптів, немає. Цвітіння з початку весни до початку літа і з пізньої осені до початку зими.
Eucalyptus macrocarpa легко вирощується з насіння, але вимагає хорошого дренажу і сухого, безморозного клімату.
Існують три підвиди Eucalyptus macrocarpa:
- Eucalyptus macrocarpa subsp. elachantha Brooker & Hopper
- Eucalyptus macrocarpa subsp. elachyphylla Brooker & Hopper
- Eucalyptus macrocarpa subsp. macrocarpa

## Поширення
Ареал Eucalyptus macrocarpa обмежується районом на південному заході Західної Австралії поблизу міста Перт.

## Застосування
Квітучий кущ виглядає дуже ефектно, тому Eucalyptus macrocarpa використовується як декоративна рослина. Досить сказати, що вид був описаний у 1842 році, в тому ж році висаджений з насіння в Королівських ботанічних садах в К'ю, де він розцвів 1847 року.